# Negativo (fotografia)
Il negativo, in fotografia, è un'immagine riprodotta su supporto traslucido (pellicola, lastra) i cui toni sono invertiti (bianco e nero) o complementari (colore) rispetto all'originale.
A seguito dello sviluppo fotografico, l'immagine positiva, cioè avente le tonalità caratteristiche dell'originale, è prodotta dalla stampa del fotogramma in camera oscura oppure dalla sua scansione digitale e contestuale inversione.

## Principio di funzionamento
| Colore positivo | Colore negativo |
| --------------- | --------------- |
|                 |                 |
|                 |                 |
|                 |                 |
|                 |                 |
|                 |                 |
|                 |                 |
|                 |                 |
|                 |                 |
|                 |                 |
|                 |                 |
|                 |                 |
|                 |                 |

Nel caso dei negativi a colori, questi ultimi vengono anche invertiti nei rispettivi colori complementari. I negativi a colori tipici hanno una tinta arancione complessivamente opaca a causa di una funzione di mascheramento automatico del colore che alla fine si traduce in una migliore riproduzione del colore.
I negativi vengono normalmente utilizzati per realizzare stampe positive su carta fotografica proiettando il negativo sulla carta con un ingranditore fotografico oppure effettuando una stampa a contatto. La carta viene inoltre scurita in proporzione alla sua esposizione alla luce, così si verifica una seconda inversione che riporta la luce e l'oscurità al loro ordine normale.
Un tempo i negativi venivano comunemente realizzati su una sottile lastra di vetro anziché su una pellicola di plastica, e alcuni dei primi negativi erano realizzati su carta.
Le stampe positive trasparenti possono essere realizzate stampando un negativo su una speciale pellicola positiva, come avviene per realizzare stampe di pellicole cinematografiche tradizionali da utilizzare nei cinema. Alcune pellicole utilizzate nelle fotocamere sono progettate per essere sviluppate mediante elaborazione inversa, che produce il positivo finale, anziché un negativo, sulla pellicola originale. I positivi su pellicola o vetro sono noti come lucidi o diapositive e, se montati in piccole cornici progettate per l'uso in un proiettore per diapositive o in un visore di ingrandimento, sono comunemente chiamati diapositive.

## Immagine negativa
Un'immagine positiva è un'immagine normale. Un'immagine negativa è un'inversione totale, in cui le aree chiare appaiono scure e viceversa. Un'immagine a colori negativa viene inoltre creata con colori complementari, con le aree rosse che appaiono ciano, i verdi che appaiono magenta e i blu che appaiono gialli e viceversa.
Nell'ambito di un fenomeno noto come "illusione dell'immagine negativa", il sistema visivo umano può sperimentare brevemente un'immagine negativa in cui un'immagine residua persiste dopo uno sguardo prolungato.
I negativi delle pellicole di solito hanno meno contrasto, ma un intervallo dinamico più ampia rispetto alle immagini positive stampate finali. Il contrasto in genere aumenta quando vengono stampati su carta fotografica. Quando le immagini delle pellicole negative vengono introdotte nel regno digitale, il loro contrasto può essere regolato al momento della scansione o, più spesso, durante la successiva post-elaborazione.

## Storia
Nel 1826 Nicéphore Niépce realizzò il primo vero esempio di negativo.
Nel 1839 viene formalmente annunciato il processo di creazione delle fotografie e vengono utilizzati negativi.
Nel 1851 Frederick Scott Archer introdusse il processo al collodio, che utilizzava un negativo di vetro per catturare un'immagine.
Inventati dal Dr. Richard L. Maddox e resi disponibili per la prima volta nel 1873, i negativi su lastra secca furono il primo supporto fotografico durevole di successo economico. Furono di uso comune tra il 1880 e la fine degli anni '20 del 900.

### Il negativo come arte
CI sono stati dei fotografi che si sono specializzati nel saper rendere i negativi fotografici qualcosa di espressivo al pari delle fotografie in positivo. Il fotografo neorealista neozelandese Tudor Collins, oltre a ritrarre la vita sociale del suo paese dagli anni '30 agli anni '50, sviluppò una certa passione per i negativi fotografici: i suoi oltre 10.000 negativi fotografici sono disponibili su Wikimedia Commons da parte del Museo di Auckland sotto licenza Creative Commons.

## Pellicola negativa
La pellicola per negativi è un tipo particolare di pellicola fotografica che memorizza le informazioni sull'immagine latente con i valori tonali invertiti rispetto al soggetto.

### Bianco e nero
Quando si sviluppa un negativo bianco e nero si procede estraendo la pellicola dal caricatore per poi avvolgerla in un contenitore a spirale a sua volta inserito nella tank. Questa operazione va effettuata al buio completo, tipicamente nella camera oscura. Lo sviluppo della pellicola è una fase cruciale del processo fotografico. La densità e il contrasto del negativo vengono determinate, oltre che dal tipo di rivelatore usato, anche dal tempo di sviluppo, dalla temperatura dei bagni, dall'agitazione della tank. Il tempo di sviluppo viene indicato dal produttore, insieme alle correzioni da apportare in funzione della temperatura del bagno, che non deve discostarsi molto dai 20 °C.

### Colori
Nella pellicola negativa a colori, ogni colore è rappresentato dal suo complementare.

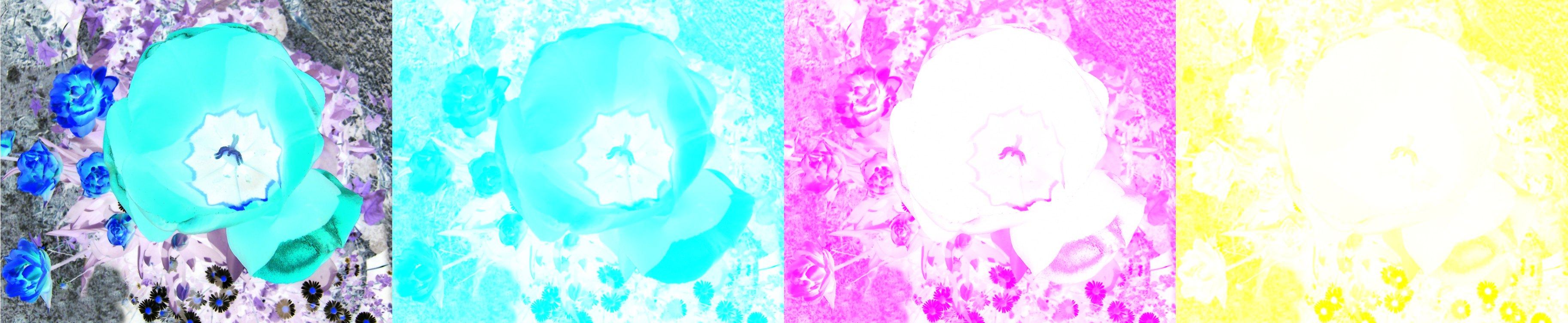
Sintesi sottrattiva dei colori in un negativo senza maschera

Nell'immagine seguente è mostrato come avviene, in una pellicola negativa a colori, la sintesi dei colori (a sinistra) a partire dai tre strati ciano, magenta e giallo. Si è supposto che la sintesi sia di tipo sottrattivo (come accade nelle moderne pellicole a colori) e, per semplicità, che la pellicola sia senza maschera.
Nell'immagine seguente è mostrato come, dopo la stampa del positivo, si ottiene per sintesi sottrattiva un'immagine a colori pieni (a sinistra) a partire dai tre strati ciano, magenta e giallo.

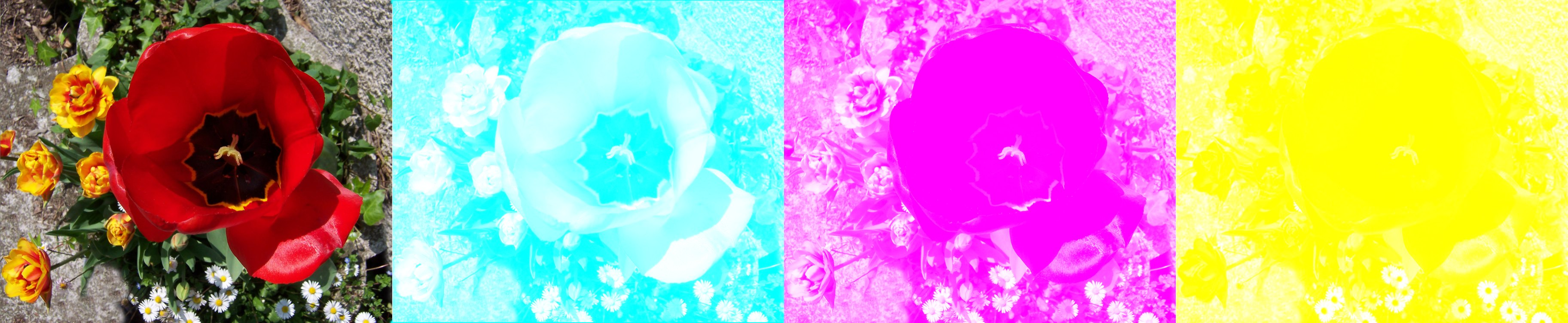
Sintesi sottrattiva dei colori in un positivo

## Immagini negative ed elaborazione digitale
Un'immagine negativa può permettere una diversa percezione di una scena quotidiana evidenziando rapporti spaziali e dettagli meno evidenti nell'immagine positiva. Ad esempio, il fotografo Andrew Prokos ha prodotto una serie di fotografie pluripremiate sotto lo slogan “invertito”. L'avvento dell'elaborazione digitale delle immagini ha ampliato le possibilità. In una fotografia fisica il colore e la luminanza possono essere invertiti solo insieme, ma l'elaborazione digitale consente di invertire ciascuno separatamente. Se la tonalità di un'immagine viene ruotata di 180 gradi, viene invertito il colore dell'immagine ma non la sua luminanza. Il negativo di tale immagine ha la luminanza invertita ma non il colore. Mentre un'immagine fisica può essere "invertita" o "non invertita", un'immagine digitale può mostrare un grado parziale di inversione di colore nella misura in cui la tonalità può essere alterata di più o meno un numero di gradi maggiore superiore a zero gradi ma inferiore a 180 gradi.
Con software di fotoritocco è possibile creare un "effetto negativo" a una qualsiasi immagine digitale.

## Galleria d'immagini

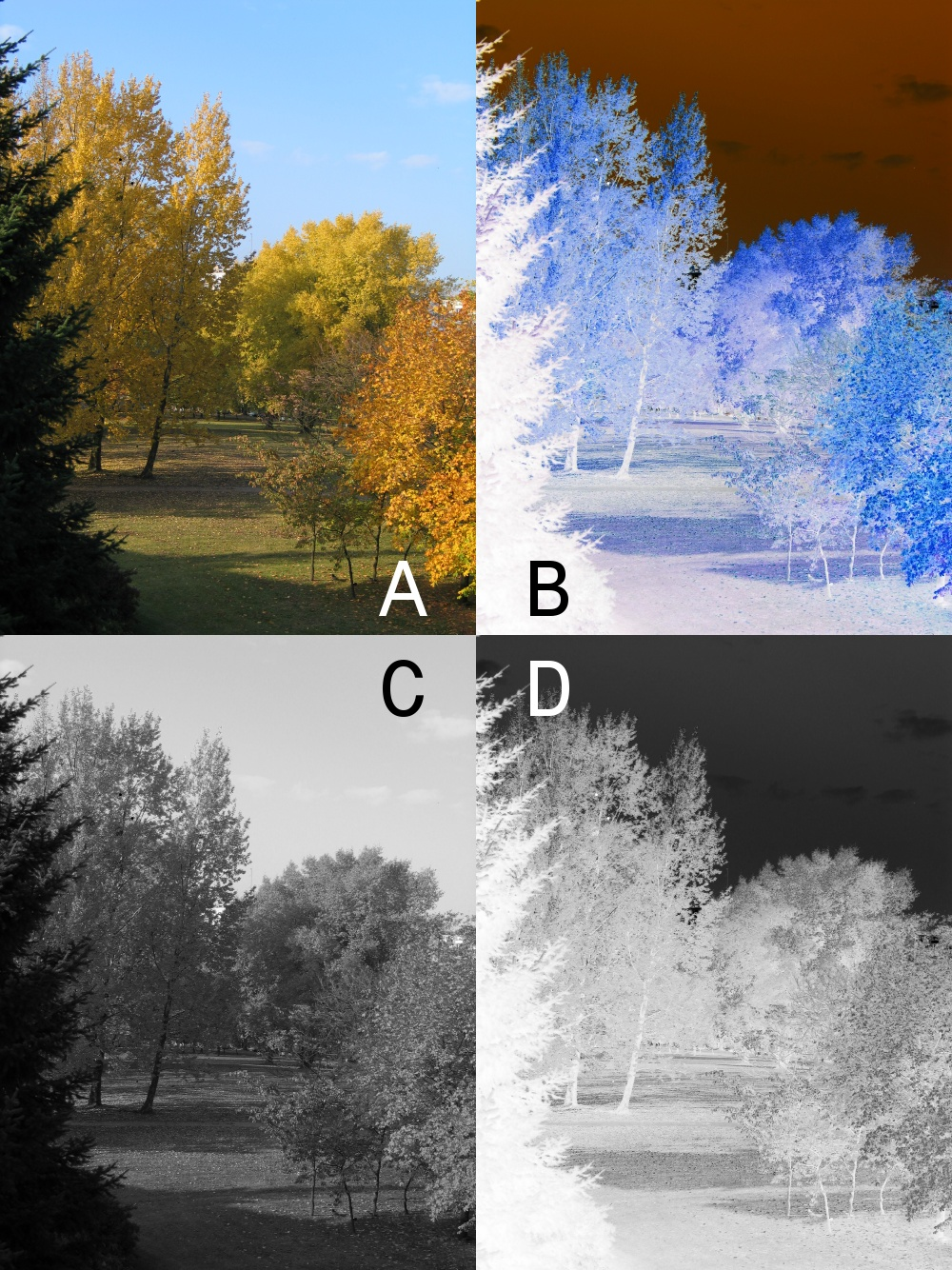
Immagine positiva a colori (A) e negativo (B), immagine positiva monocromatica (C) e negativo (D)
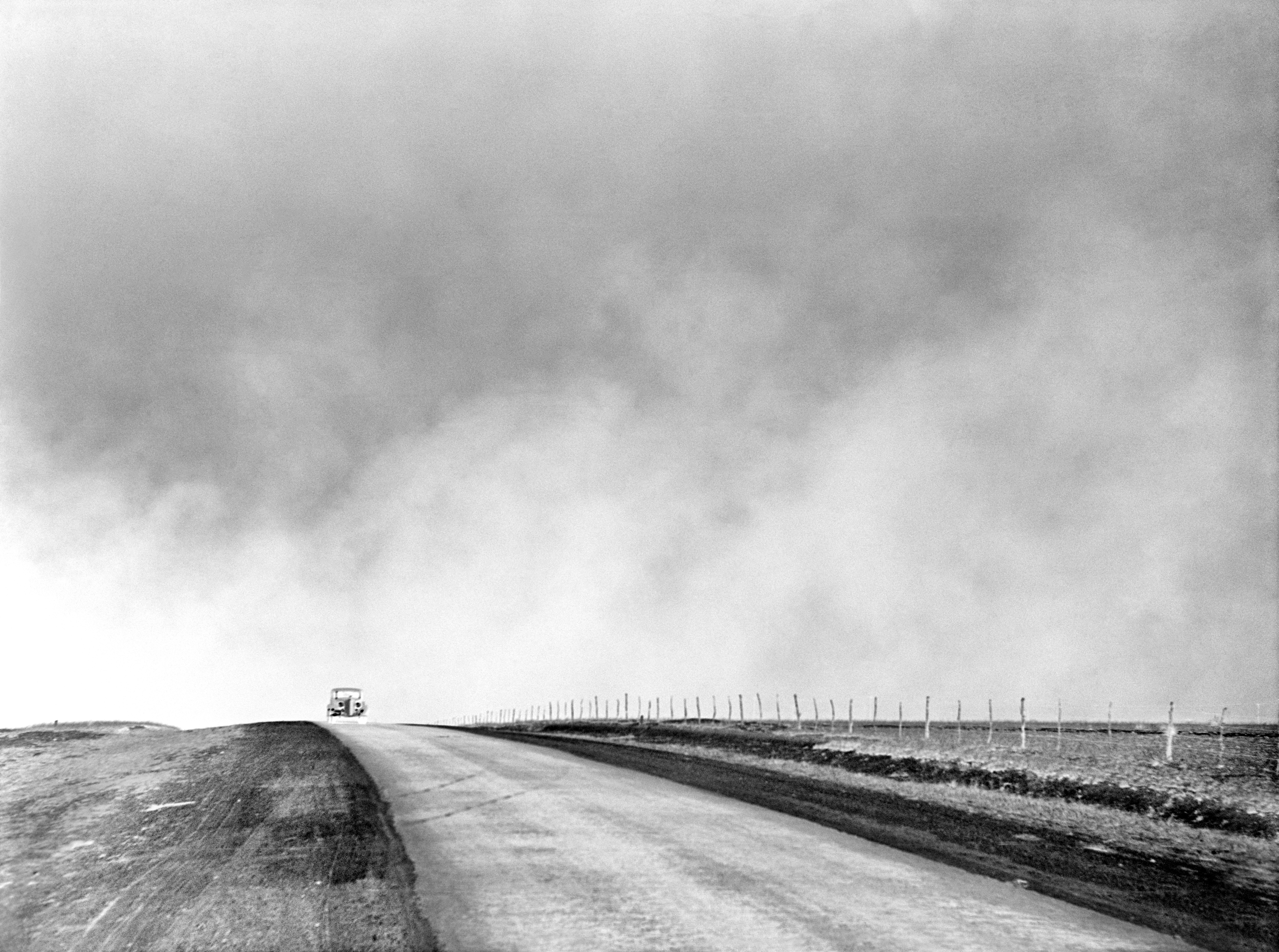
Negativo che mostra una tempesta di sabbia durante il periodo del Dust Bowl, Texas Panhandle
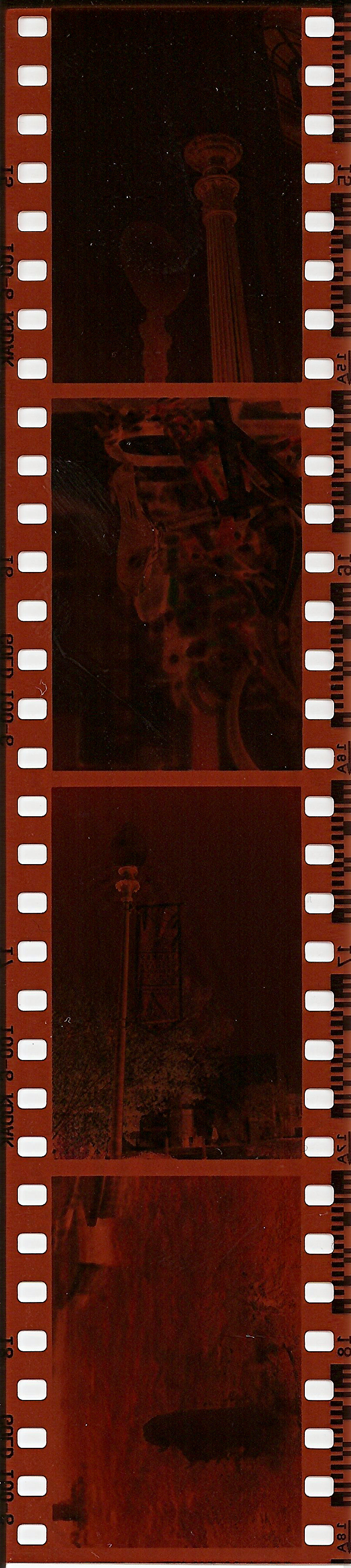
Una striscia di quattro negativi a colori su pellicola 35 mm che mostrano alcune immagini di quello che sembra un idrante antincendio, lampioni ecc.
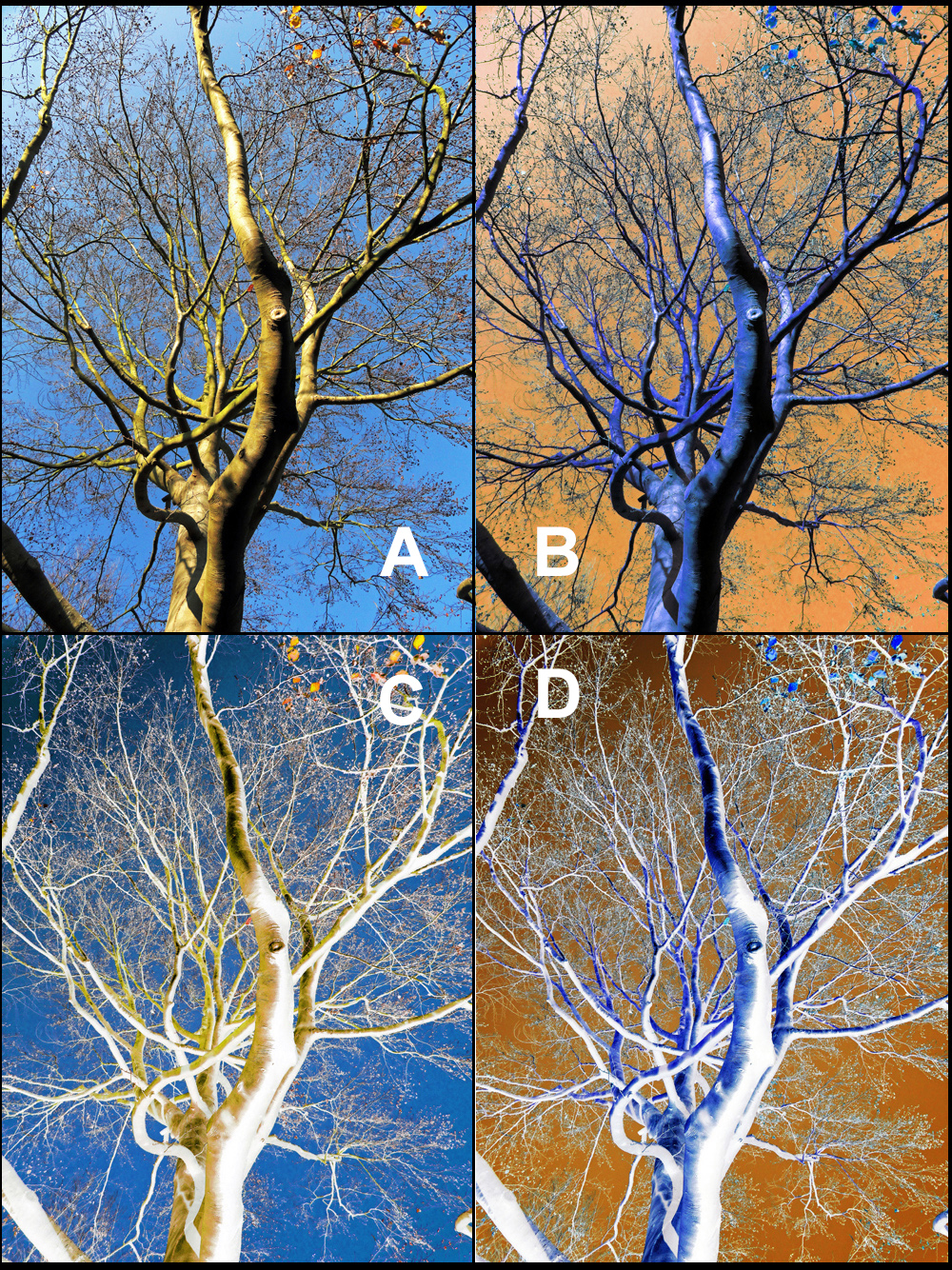
Immagine positiva a colori (A); colore negativo, luminanza positiva (B); colore positivo, luminanza negativa (C); e completamente negativo (D).